# 阿爾派恩 (加利福尼亞州門多西諾縣)
阿爾派恩（英語：Alpine）是位於美國加利福尼亞州門多西諾縣的一個非建制地區。該地的面積和人口皆未知。

## 地理
阿爾派恩的座標為39°26′11″N 123°35′00″W / 39.43639°N 123.58333°W，而該地的平均海拔高度為71米（即233英尺）。